# بازی‌های آفریقایی ۲۰۰۳
بازی‌های آفریقایی ۲۰۰۳ (انگلیسی: 2003 All-Africa Games) یک رویداد چندورزشی است که از ۵ تا ۱۷ اکتبر ۲۰۰۳ در آبوجا، نیجریه برگزار شده است.

## ورزش‌ها
- دو و میدانی  (جزئیات)
- بدمینتون  (جزئیات) [۲]
- بیسبال  (جزئیات)
- بسکتبال  (جزئیات)
- بوکس  (جزئیات)
- شطرنج  (جزئیات) [۳]
- دوچرخه‌سواری  (جزئیات)
- هاکی روی چمن  (جزئیات)
- فوتبال  (جزئیات)
- ژیمناستیک  (جزئیات)
- هندبال  (جزئیات)
- جودو  (جزئیات)
- کاراته  (جزئیات)
- سافتبال  (جزئیات)
- اسکواش  (جزئیات)
- شنا  (جزئیات)
- تنیس روی میز  (جزئیات)
- تنیس  (جزئیات)
- تکواندو  (جزئیات)
- والیبال  (جزئیات)
- وزنه‌برداری  (جزئیات)
- کشتی  (جزئیات)

- ورزش‌های خاص:

- دوومیدانی معلولین
- پاورلیفتینگ
- تنیس روی میز معلولین

## کشورهای شرکت‌کننده
- الجزایر
- آنگولا
- بنین
- بوتسوانا
- بورکینافاسو
- کامرون
- کیپ ورد
- جمهوری آفریقای مرکزی
- جمهوری کنگو
- ساحل عاج
- جمهوری دموکراتیک کنگو
- مصر
- اتیوپی
- گابن
- گامبیا
- غنا
- گینه
- کنیا
- لسوتو
- لیبی
- ماداگاسکار
- مالی
- موریس
- نامیبیا
- نیجر
- نیجریه
- سنگال
- آفریقای جنوبی
- سیشل
- سائوتومه و پرنسیپ
- سیرالئون
- سودان
- تانزانیا
- توگو
- تونس
- اوگاندا
- زامبیا
- زیمبابوه

## جدول مدال‌ها
*   کشور میزبان (نیجریه)
| رتبه            | کشور                        | طلا | نقره | برنز | مجموع |
| --------------- | --------------------------- | --- | ---- | ---- | ----- |
| ۱               | نیجریه (NGR)*               | ۸۵  | ۹۰   | ۶۵   | ۲۴۰   |
| ۲               | مصر (EGY)                   | ۸۰  | ۶۲   | ۷۲   | ۲۱۴   |
| ۳               | آفریقای جنوبی (RSA)         | ۶۳  | ۵۹   | ۴۹   | ۱۷۱   |
| ۴               | الجزایر (ALG)               | ۳۲  | ۲۴   | ۳۱   | ۸۷    |
| ۵               | تونس (TUN)                  | ۳۰  | ۲۹   | ۳۰   | ۸۹    |
| ۶               | کامرون (CMR)                | ۸   | ۴    | ۲۳   | ۳۵    |
| ۷               | سنگال (SEN)                 | ۶   | ۹    | ۱۹   | ۳۴    |
| ۸               | اتیوپی (ETH)                | ۵   | ۸    | ۷    | ۲۰    |
| ۹               | کنیا (KEN)                  | ۵   | ۵    | ۴    | ۱۴    |
| ۱۰              | غنا (GHA)                   | ۴   | ۵    | ۱۶   | ۲۵    |
| ۱۱              | بوتسوانا (BOT)              | ۴   | ۱    | ۶    | ۱۱    |
| ۱۲              | آنگولا (ANG)                | ۳   | ۳    | ۷    | ۱۳    |
| ۱۳              | ماداگاسکار (MAD)            | ۳   | ۰    | ۳    | ۶     |
| ۱۴              | لیبی (LBA)                  | ۲   | ۳    | ۵    | ۱۰    |
| ۱۵              | زیمبابوه (ZIM)              | ۲   | ۳    | ۲    | ۷     |
| ۱۶              | لسوتو (LES)                 | ۲   | ۱    | ۳    | ۶     |
| ۱۷              | ساحل عاج (CIV)              | ۱   | ۱    | ۷    | ۹     |
| ۱۸              | تانزانیا (TAN)              | ۱   | ۰    | ۱    | ۲     |
| ۱۹              | جمهوری آفریقای مرکزی (CAF)  | ۱   | ۰    | ۰    | ۱     |
| ۱۹              | کیپ ورد (CPV)               | ۱   | ۰    | ۰    | ۱     |
| ۲۱              | سیشل (SEY)                  | ۰   | ۱۰   | ۶    | ۱۶    |
| ۲۲              | نامیبیا (NAM)               | ۰   | ۳    | ۴    | ۷     |
| ۲۳              | جمهوری کنگو (CGO)           | ۰   | ۱    | ۵    | ۶     |
| ۲۳              | زامبیا (ZAM)                | ۰   | ۱    | ۵    | ۶     |
| ۲۳              | مالی (MLI)                  | ۰   | ۱    | ۵    | ۶     |
| ۲۶              | اوگاندا (UGA)               | ۰   | ۱    | ۴    | ۵     |
| ۲۷              | بنین (BEN)                  | ۰   | ۱    | ۲    | ۳     |
| ۲۸              | جمهوری دموکراتیک کنگو (COD) | ۰   | ۱    | ۱    | ۲     |
| ۲۹              | گابن (GAB)                  | ۰   | ۱    | ۰    | ۱     |
| ۲۹              | گامبیا (GAM)                | ۰   | ۱    | ۰    | ۱     |
| ۳۱              | بورکینافاسو (BUR)           | ۰   | ۰    | ۳    | ۳     |
| ۳۱              | توگو (TOG)                  | ۰   | ۰    | ۳    | ۳     |
| ۳۱              | موریس (MRI)                 | ۰   | ۰    | ۳    | ۳     |
| ۳۱              | نیجر (NIG)                  | ۰   | ۰    | ۳    | ۳     |
| ۳۵              | سودان (SUD)                 | ۰   | ۰    | ۲    | ۲     |
| ۳۶              | سیرالئون (SLE)              | ۰   | ۰    | ۱    | ۱     |
| ۳۶              | گینه (GUI)                  | ۰   | ۰    | ۱    | ۱     |
| مجموع (۳۷ کشور) | مجموع (۳۷ کشور)             | ۳۳۸ | ۳۲۸  | ۳۹۸  | ۱۰۶۴  |